# Mieczysławka (powiat lubartowski)
Mieczysławka – wieś w Polsce położona w województwie lubelskim, w powiecie lubartowskim, w gminie Lubartów.
W latach 1975–1998 miejscowość administracyjnie należała do ówczesnego województwa lubelskiego.
Wieś stanowi sołectwo gminy Lubartów. Według Narodowego Spisu Powszechnego (III 2011 r.) wieś liczyła 173 mieszkańców.
Wierni Kościoła rzymskokatolickiego należą do parafii Chrystusa Odkupiciela w Skrobowie-Kolonii.